# Les Agunoves
Les Agunoves és un indret del terme municipal de Gavet de la Conca, a l'antic terme de Sant Salvador de Toló, al Pallars Jussà, en territori que havia estat del poble de Sant Salvador de Toló.
Està situada al nord del terme municipal, al límit amb el terme d'Isona i Conca Dellà (antic terme d'Isona. És a l'esquerra del riu de Conques, al vessant nord-est del Serrat del Calvari, i a llevant del Serrat del Patxot.
Al sud-est de les Agunoves hi ha les partides de Ço de Canut, un xic més al nord, i de Mallomens, una mica més al sud.